# Antoine Le Couriault du Quilio
Antoine Le Couriault du Quilio est un homme politique français né le 19 juin 1779 à Quimperlé (Finistère), où il meur le 27 avril 1864.

## Biographie
Propriétaire, il est député du Finistère de 1838 à 1839, siégeant avec les légitimistes. Il est le père de l'amiral Antoine-Louis Couriault du Quilio.